# Betts Nunatak
Betts Nunatak är en nunatak i Antarktis. Den ligger i Östantarktis. Australien gör anspråk på området. Toppen på Betts Nunatak är 2 033 meter över havet.
Terrängen runt Betts Nunatak är lite kuperad. Trakten är obefolkad. Det finns inga samhällen i närheten. 